# 1775

## أحداث
- تأسيس مدينة روساريو وتقع حاليا في الأوروغواي.
- تأسيس مدينة نويفو لاريدو على يد توماس سانشيز (عسكري) وتقع حاليا في المكسيك.
- 10 أغسطس: تأسيس مدينة سان لورينزو وتقع حاليا في باراغواي.
- 19 مارس: نهاية حصار مليلية والذي بدأ في 9 ديسمبر 1774.
- مارس: بدأ كريم خان زند حصار البصرة واستمر عدة أشهر.

## مواليد
- أندري ماري أمبير
- ابن العنابي
- جين اوستن
- وليم تشارلز كول كليبورن
- موراي ماكسويل

## وفيات
- إميليان بوغاتشيف
- فينتشنزو ريكاتي